# Rosdorf
Rosdorf è un comune di 12.050 abitanti della Bassa Sassonia, in Germania.
Appartiene al circondario (Landkreis) di Gottinga (targa GÖ).